# Meshrep
Le Meshrep (ouïghour : مەشرەپ (mäxräp), ; chinois : 麦西热甫 ; pinyin : màixīrèfŭ ; littéralement fête des moissons) est un rassemblement de Ouïghours impliquant de nombreuses traditions et arts du spectacle, tels que la musique ouïghoure, la danse, le théâtre, les arts populaires, l’acrobatie, la littérature orale et les jeux. Les Meshreps incluent la musique de type Muqam et des tribunaux ad-hoc sur des questions morales.
En Novembre 2010, la Chine a demandé, avec succès à l'UNESCO d'ajouter le meshrep traditionnel à sa liste représentative du patrimoine culturel immatériel de l'humanité. « Le Meshrep » a été inscrit en 2010 par l'UNESCO sur
la liste du patrimoine immatériel nécessitant une sauvegarde urgente.